# ウィルマール・バリオス
ウィルマール・エンリケ・バリオス・テラン（Wílmar Enrique Barrios Terán，1993年10月16日 - ）は、コロンビア・カルタヘナ出身のサッカー選手。コロンビア代表。FCゼニト・サンクトペテルブルク所属。ポジションはMF。

## 経歴

### クラブ
2013年、デポルテス・トリマでプロキャリアをスタート。
2016年8月、ボカ・ジュニアーズに加入した。
2019年2月1日、FCゼニト・サンクトペテルブルクに移籍した。

### 代表
2016年5月、コパ・アメリカ・センテナリオ暫定参加メンバーに選ばれたが、最終登録メンバーには残れなかった。8月にはU-23コロンビア代表の一員としてリオデジャネイロ五輪に参加した。
2018年、2018 FIFAワールドカップに参加した。

## 代表歴

### 出場大会
- コロンビア代表
  - 2018 FIFAワールドカップ

### 試合数
- 国際Aマッチ 57試合 1得点（2016年-）[5]

| コロンビア代表 | 国際Aマッチ | 国際Aマッチ |
| 年             | 出場        | 得点        |
| -------------- | ----------- | ----------- |
| 2016           | 3           | 0           |
| 2017           | 5           | 0           |
| 2018           | 9           | 0           |
| 2019           | 12          | 0           |
| 2020           | 4           | 0           |
| 2021           | 16          | 0           |
| 2022           | 4           | 1           |
| 2023           | 4           | 0           |
| 通算           | 57          | 1           |

## タイトル
デポルテス・トリマ
- コパ・コロンビア: 2014

ボカ・ジュニアーズ
- プリメーラ・ディビシオン: 2016–17

ゼニト
- プレミアリーガ: 2018-19, 2019-20, 2020-21